# Mesalina bahaeldini
Mesalina bahaeldini là một loài thằn lằn trong họ Lacertidae. Loài này được Segoli, Cohen & Werner mô tả khoa học đầu tiên năm 2002.